# 罗当堡
罗当堡（法語：Rodenbourg）是卢森堡中部市镇永林斯特的一个村庄。截至2018年，该村人口为159。
罗当堡曾经是格雷文马赫县的一个独立的市镇，1979年1月1日，罗当堡并入市镇永林斯特。将罗当堡并入永林斯特的法律于1978年12月23日获得通过。

## 旧市镇
罗当堡旧市镇由以下村庄组成： 
- Beidweiler
- Eschweiler
- Gonderange
- 罗当堡